# Mezofaza
U kemiji i kemijskoj fizici, mezofaza je stanje tvari između tekućine i čvrste tvari.
Bistrište, temperatura bistrenja (eng. clearing point, clearing temperature), Tcl, temperatura pri kojoj mezofaza najvišeg temperaturnog područja prelazi u izotropnu fazu. Bistrište mezofaze poseban je slučaj općenitije temperature izotropizacije.